# Конклав 1621 года

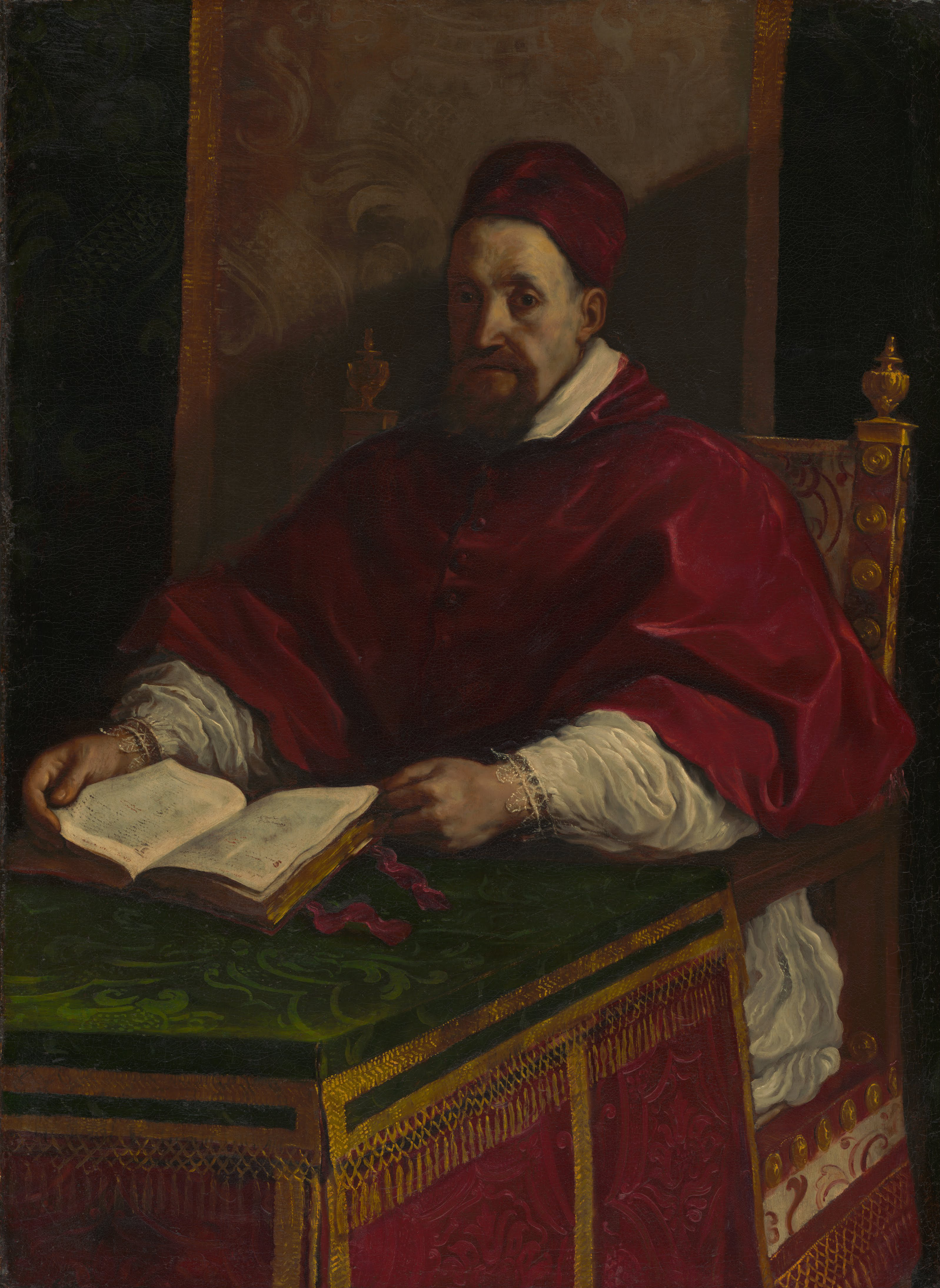
Григорий XV

Конклав 1621 года был созван после смерти Папы Павла V. Он продолжалось с 8 по 9 февраля 1621 года и был самым коротким Конклавом в XVII веке, кардиналы-выборщики избрали Алессандро Людовизи, который принял имя Григорий XV.

## Накануне Конклава
Папа Павел V умер 28 января 1621 года на шестнадцатом году своего понтификата. На момент его смерти в Священной Коллегии было семьдесят кардиналов, но только шестьдесят девять были действующими выборщиками. Пятьдесят один из них участвовали в избрании нового Папы.

## Группировки в Священной Коллегии
В Священной Коллегии было три главных группировки кардиналов, в которых лидерами были кардиналы-племянники скончавшихся пап:
- Боргезианская группировка — фракция кардинала Боргезе, племянника Папы Павла V. В неё входило двадцать девять кардиналов, созданных этим понтификом;
- Клементинская группировка — она включала в себя тринадцать кардиналов Климента VIII. Формально их лидером был камерленго Пьетро Альдобрандини, племянник Климента VIII;
- Сикстинская группировка — небольшая фракция вице-канцлера Алессандро Монтальто, племянника Сикста V. В неё входило шесть кардиналов.

Три кардинала — представители итальянских правящих семей (д’Эсте, Медичи и Сфорца) не были включены в число членов этих группировок.
Было принято считать, что следующим Папой будет кандидат, выбранный кардиналом Боргезе, потому что он был самым влиятельным человеком в Священной Коллегии. Он хотел избрать своего друга кардинала Кампори, и уже до открытия Конклава он получил двадцать четыре заявления в свою пользу. Хотя у Кампори было два значительных противника (Венецианская республика и кардинал Орсини), Боргезе был уверен, что сможет добиться его избрания в первый же день голосования путем аккламации.

## Избрание Папы Григория XV
Конклав начался вечером 8 февраля. На следующий день кардинал Боргезе попытался избрать Кампори путем аккламации, но потерпел неудачу, потому что многие из его друзей переметнулись в лагерь противника и присоединились к Орсини, который заручился поддержкой Франции в своих действиях против Кампори. Столкнувшись с таким сильным противодействием, Кампори снял свою кандидатуру.
При последующей проверке правильности подсчёта избирательных бюллетеней (единственной во время этого конклава) наибольшее количество поданных голосов (пятнадцать) было за кардинала-иезуита Роберто Беллармина, но он уже заявлял на предыдущем Конклаве, что не примет папского достоинства в случай своего избрания. Теперь, в возрасте 78 лет, Беллармин не передумал.
Остальную часть дня самые влиятельные кардиналы: Боргезе, Орсини, Сапата, Каппони, д’Эсте и Медичи потратили на поиски компромиссной кандидатуры. Наконец, лидеры группировок согласились избрать пожилого и больного кардинала Алессандро Людовизи из Болоньи, который, как казалось, был идеальным кандидатом для промежуточного понтификата.
В тот же день, около 11 часов вечера, все кардиналы собрались в капелле Паолина и путем аккламации избрали на папство Алессандро Людовизи. Он принял свое избрание и принял имя Григория XV.

## Наследие
Папа Григорий XV в своей булле «Aeterni Patris Filius» (15 ноября 1621 года) предписал, что в будущем должны быть разрешены только три способа папского избрания: тайная подача голосов, компромисс и аккламация. Его булла «Decet Romanum Pontificem» (12 марта 1622 года) содержит церемониал, который регулирует эти три способа избрания во всех деталях. Обычный способ избрания должен был быть выбран путём тайной подачи голосов, который требовал, чтобы голосование было тайным, чтобы каждый кардинал отдал свой голос только одному кандидату, и чтобы никто не голосовал за себя. Большинство папских выборов в XVI веке находились под влиянием политических условий и соображений группировок в Коллегии кардиналов. Введя тайну голосования, Папа Григорий XV намеревался отменить эти злоупотребления. Правила и церемонии, предписанные Григорием XV, оставались практически неизменными до тех пор, пока в 1996 году Папа Иоанн Павел II не издал апостольскую конституцию «Universi Dominici Gregis».